# Jacek Komasa
Jacek Komasa (ur. 1963 w Bydgoszczy) – polski chemik, prof. dr hab. nauk chemicznych, kierownik Pracowni Chemii Kwantowej Wydziału Chemii Uniwersytetu im. Adama Mickiewicza w Poznaniu.

## Życiorys
W 1990 uzyskał doktorat za pracę Teoretyczne obliczenia wybranych parametrów molekularnych cząsteczek dwuatomowych metodami uwzględniającymi korelację elektronową, a 29 września 2003 habilitował się na podstawie oceny dorobku naukowego i pracy. 30 czerwca 2008 nadano mu tytuł profesora nauk chemicznych.
Pełni funkcję profesora w Pracowni Chemii Kwantowej na Wydziale Chemii Uniwersytetu im. Adama Mickiewicza w Poznaniu.

## Publikacje
- 1990: Electric-field effects on the hydrogen molecule in the excited state: B $^1\Sigma_u^+$ of[2]
- 1999: Topology of electron--electron interactions in atoms and molecules. III. Morphology of electron intracule density in two $^1\Sigma_g^+$ states of the hydrogen molecule[2]
- 2003: Exponentially Correlated Gaussian Functions in Variational Calculations. The EF State of Hydrogen Molecule[2]
- 2006: Theoretical study of the A state of helium dimer[2]
- 2006: Excitation energy of ^9Be[2]
- 2011: Collision-induced dipole polarizability of helium dimer from explicitly correlated calculations[2]
- 2015: Deuteron and triton magnetic moments from NMR spectra of the hydrogen molecule[2]